# Hilo de seguridad

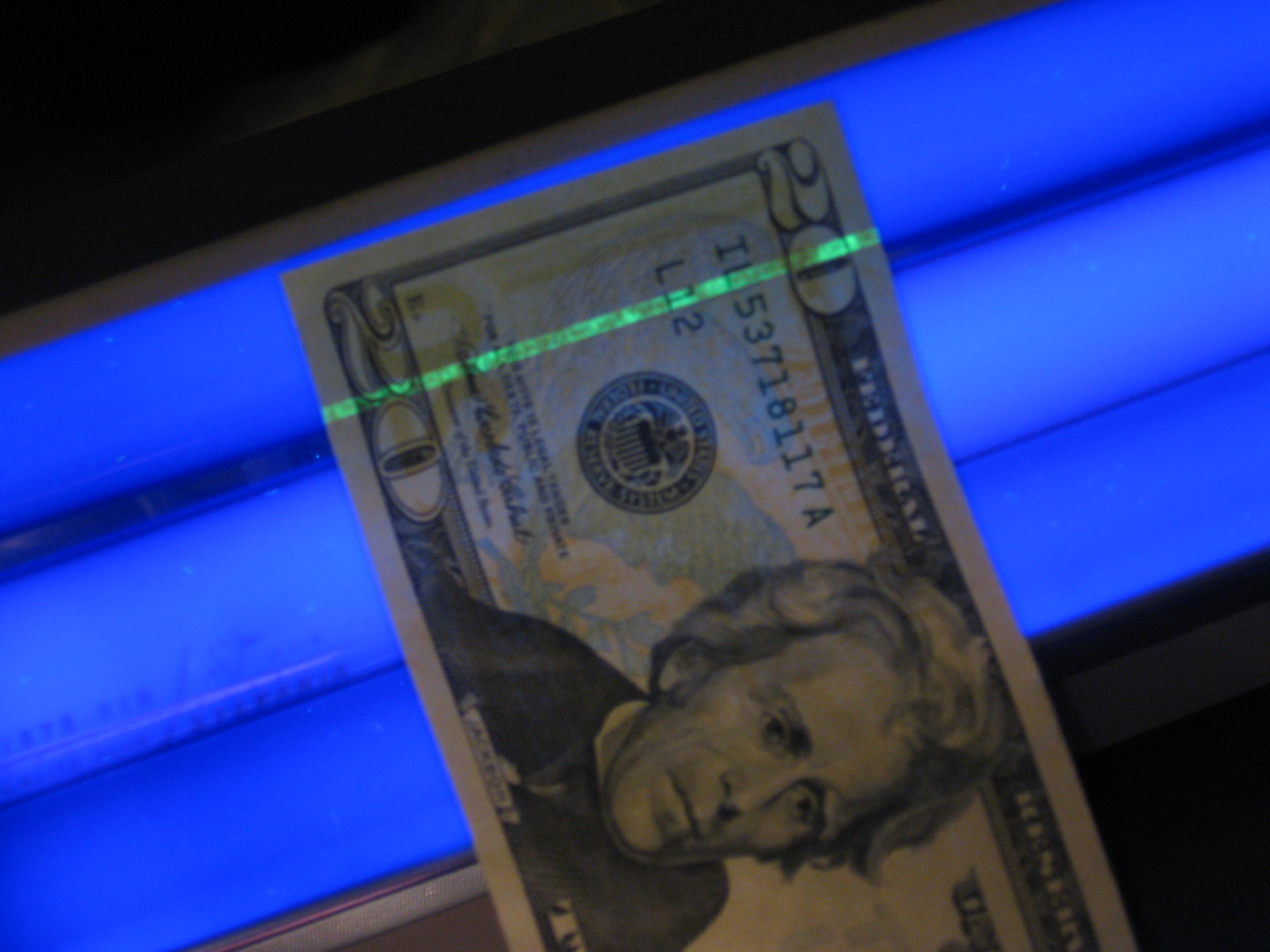
Hilo de seguridad en un billete de veinte dólares estadounidenses.

El hilo de seguridad es un elemento presente en muchos billetes para protegerlos contra la falsificación. Consiste en una fina cinta que corre verticalmente y en ocasiones se encuentra «entretejida» en el papel del billete. Está hecha de lámina metálica, pero a veces de plástico, y suele tener grabado texto o números (por ejemplo, la denominación y el país).

## Historia
En 1829, el inventor John Dickinson patentó en Inglaterra la tecnología para producir papel con hilos de seguridad. El material del que estaba hecho el hilo era seda. El papel con hilos de seda de seguridad se hizo famoso, entre otras cosas, por el hecho de que se utilizó para producir los primeros sellos postales de la historia, los Penny Black. En 1867 se concedió en los Estados Unidos una patente para la producción de papel con hilos de seguridad.
Los británicos fueron los primeros en utilizar esta tecnología en los billetes modernos producidos en masa a partir de 1940. Esto se debió, en parte, a la necesidad de proteger sus libras de la falsificación, ya que en la Alemania nazi, un grupo de especialistas trabajó intensamente en esto con el propósito de desestabilizar la economía. La innovación se generalizó. En Estados Unidos comenzó a utilizarse a principios de la década de 1990. En 2007, aproximadamente el 80 % de los billetes emitidos contenían hilos de seguridad.

## Características
Los hilos están incrustados en la fibra del papel y pueden ser completamente invisibles o tener un efecto de estrella, donde el hilo se entreteje con el papel, mientras que al trasluz siempre se ve como una línea continua. Se pueden incorporar características al material del hilo, por ejemplo, mediante microimpresión sobre un hilo de plástico transparente o añadiendo materiales que lo hagan fluorescente bajo luz ultravioleta.
Los hilos de seguridad también pueden utilizarse como dispositivo antifalsificación en pasaportes. Generalmente están hechos de plástico y contienen microimpresión.

### Tipos de hilos de seguridad
Según la naturaleza de la localización se distinguen los siguientes tipos:
- Visibles
  - A lo largo del billete
  - Entretejidos o tipo «buceo»
  - En ventanas especiales
- Completamente ocultos, siendo visibles solo a contraluz

### Imágenes

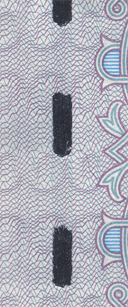
Hilo de seguridad entretejido en un billete de 1000 rublos rusos
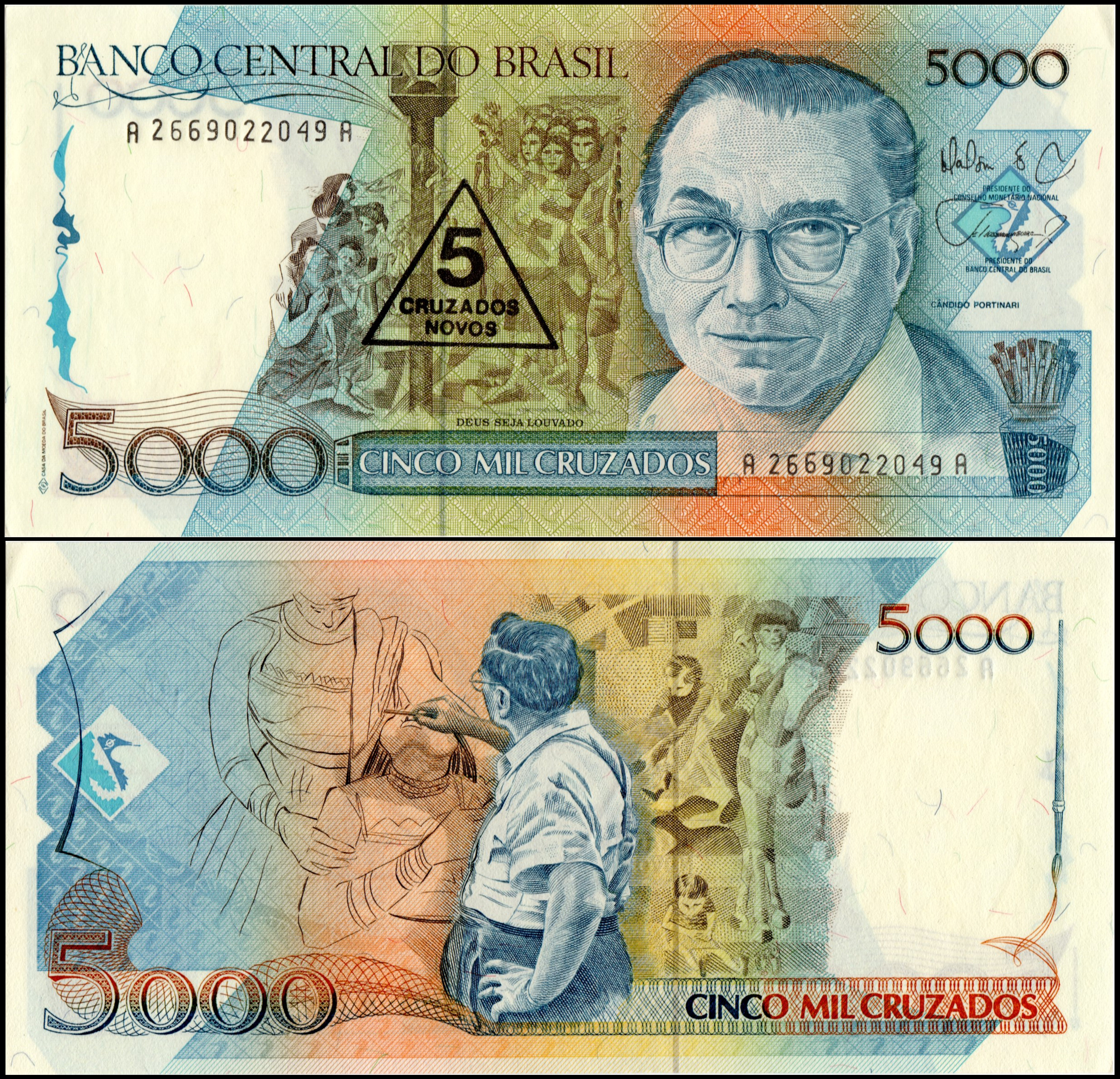
Hilo de seguridad oculto en un billete de 5000 Cruzados novos
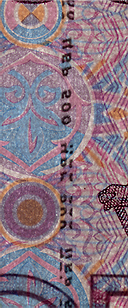
Hilo de seguridad oculto (visto a contraluz) en un billete de 500 rublos rusos
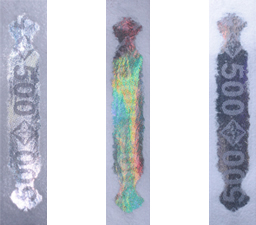
Efecto iridiscente en un hilo de seguridad de 500 rublos rusos